# Kurciîțka Huta, Novohrad-Volînskîi
Kurciîțka Huta (în ucraineană Курчицька Гута) este un sat în comuna Kurciîțea din raionul Novohrad-Volînskîi, regiunea Jîtomîr, Ucraina.

## Demografie
Componența lingvistică a localității Kurciîțka Huta
     Ucraineană (97,31%)
     Rusă (1,92%)
     Alte limbi (0,38%)
Conform recensământului din 2001, majoritatea populației localității Kurciîțka Huta era vorbitoare de ucraineană (97,31%), existând în minoritate și vorbitori de rusă (1,92%).